# ČRo Hradec Králové
ČRo Hradec Králové – czeska regionalna publiczna stacja radiowa nadająca swój program z Hradca Králové na obszar Kraju hradeckiego z trzech nadajników zlokalizowanych w:
- 90,5 FM Trutnov - Černá hora o mocy 20 kW obejmujący obszar Polski na Dolnym Śląsku
- 95,3 FM Hradec Králové - komín ČKD o mocy 1 kW
- 96,5 FM Rychnov nad Kněžnou - U lipky o mocy 1 kW.